# 윤승희
윤승희(1978년 3월 7일~)는 대한민국의 성우이다. 《엄마가 뿔났다》에서 베키(앵무새)의 목소리를 낸 것으로 알려져 있다. 2005년 KBS 31기 성우 공채로 데뷔했다.

## 애니메이션
- 상상꾸러기 꾸다 - 선생님
- TV동화 행복한 세상 (KBS) - 여성 및 아이 (후기) / 꾸메
- 포켓몬스터 DP 극장판 (재능TV) - 앨리시아
- 포켓몬스터 베스트위시 (투니버스) - 메로엣타 / 간호순 / 지우의 뚜꾸리→차오꿀 / 다부니1 / 에몽가 / 오메가 / 랭글레이의 자망칼→절각참 / 미사 / 카밀레 / 연남 / 바라철록 4 / 소춘 / 모노두 2 / 웅도의 드레디어 / 풍란의 맘박쥐 / 아키의 야나키 / 팬지
- 쥬블스 (SBS) - 팽키 / 실비
- 아기공룡 둘리 (SBS) - 철수, 희동이 엄마, 유니콘
- 케이온! (애니맥스) - 야마나카 사와코
- 마스터 햄스터 장인 (재능TV) - 유마리
- 헬로 키티 - 미미
- 부탁해 마이멜로디2 - 한소율 / 오윤서 / 첼로
- 정령의 수호자 - 토야 / 제2황후
- 썬더일레븐 - 장벽구 / 손겨울
- 썬더일레븐Go 크로노스톤 - 송지나 / 제갈공명 / 토부
- 극장판 썬더일레븐 GO VS 골판지 전사 W - 송지나 / 장벽구
- 동물유치원 - 피클
- 레츠고 MBA (SBS)
- 오후의 초록가방 (KBS) - 달팽이 소년 / 두리
- 용이가 간다 (KBS) - 금순이
- 코바토 (애니맥스)
- 뱀부 블레이드 (애니맥스) - 린
- 머더 프린세스 (애니맥스) - 유나
- 두리둥실 뭉게공항 (KBS) - 에밀리 / 애니 / 벤(2기부터)
- 어떤 과학의 초전자포 (애니맥스) - 미츠코/무짱/반리/아이호
- 디그레이맨 (애니맥스)
- 명탐정 코난 (애니맥스) - 허이선
- 일하는 세포 (애니맥스) - 비만(마스트) 세포
- 고고 이야기탐험대 (KBS) - 르미 / 해설 외
- 꿈의 보석 프리즘스톤 (SBS) - 메이 / 세라사장 / 비비
- 공룡시대 : 작은 공룡 소동 (카툰네트워크) - 리지
- 폭풍우 치는 밤에 Secret Friends (애니맥스) - 비마
- 바다탐험대 옥토넛 (디즈니채널) - 대쉬
- 버블버블 마린 (KBS) - 포포
- 한상 (MBC)
- 더 무비 케이온 (MOVIE) - 사와코
- 드래곤볼Z 극장판 (MOVIE) - 마이
- 코비: 블루 엘리펀트의 전설 (MOVIE) - 토토 / 파이 외
- 다니엘타이거 (재능TV) - 수요일의 왕자
- 바다 탐험대 옥토넛 시즌 4: 빙하탐험선S (MOVIE) - 대쉬
- 최고다! 호기심 딱지 (EBS) - 딱코
- 과학마술단 (MBC) - 최고
- 바다 탐험대 옥토넛 시즌 4: 바다 괴물 대소동 (MOVIE) - 대쉬

## 외화
- 굿바이 (KBS) - 야마시타의 아내(유카리 타치바나)
- 꼬마 니콜라 (KBS) - 조아킴 (버절 티라르)
- 리치 리치(넷플릭스) - 튤립(이사 페나레요)
- 말할 수 없는 비밀 (KBS) - 여학생(중야오)
- 섀도우 (KBS) - 아론
- 왕과의 하룻밤 (KBS) - 하닷사의 친구(딜샤드 파텔)
- 조제, 호랑이 그리고 물고기들 (KBS) - 카나에(우에노 주리) / 여자 아이 (야마자키요 우코)
- 참새들의 합창 (KBS)
- 카핑 베토벤 (KBS) - 늙은 여자(마티엘록 깁스)
- 파르나서스 박사의 상상극장 (KBS) - 놀이동산 가족 딸(시안 스콧) / 관람객(그웬돌린 크리스티)
- 퍼햅스 러브 (KBS) - 영화 제작진(여효임)
- 페이머스 파이브: 키린섬의 비밀 (MOVIE) - 앤 (닐르-마리 닉켈)

## 기타
- EBS 달라졌어요 - 부부가 달라졌어요 (내레이션)
- EBS 아름다운 소원 - 내레이션
- 클라나드 - 이부키 코우코
- 엄마가 뿔났다 (KBS) - 앵무새 목소리
- KBS 무대 10년(쌍둥이 남매) (KBS 제2라디오)